# كم من العزاء (فلم)
كم من العزاء (بالإنجليزية: Quantum of Solace) هو الفلم الثاني والعشرون في سلسلة أفلام جيمس بوند صدر في تاريخ 31 أكتوبر في المملكة المتحدة ومن ثم في تاريخ 14 نوفمبر 2008 في الولايات المتحدة الأمريكية. ويعتبر الفيلم تكملة مباشرة لفلم كازينو رويال Casino Royale الذي صدر عام 2006. اخرج الفلم المخرج الألماني السويسري الأصل مارك فوستر.
محور تكملة القصة كانت تكتب خلال تصوير كازينو رويال من قبل المنتج مايكل ولسون، الفلم كان مقرر أن يصدر في 2 مايو 2008 ولكن امتناع المخرج روجر ميشيل عن إخراج الفلم أعطى المنتجين فترة أطول للإعداد للفيلم. Paul Haggis و Neal Purvis و Robert Wade يعودون للكتابة مرة أخرى. تصوير الفريق الثاني صور بعض من الأحداث في أغسطس 2007 بدون المخرج والممثلين، ولكن التصوير الفعلي بدأ في 3 يناير 2008 ويتضمن التصوير في كل من المملكة المتحدة، بنما، بوليفيا، إيطاليا، النمسا.

## معنى اسم الفلم
يعتبر معنى هذا الفلم من أكثر عنوايين أفلام جيمس بوند غموضا، فمن الصعب فهم المعنى الرئيسي للفلم وخصوصا إيذا كان شخص لا يعرف بتاريخ سلسلة أفلام جيمس بوند ولم يكن على علم بأحداث كازينو رويال (الفلم الواحد والعشرين)، كي نفسر معنى الفلم سوف نستخدم معنيان لها، وهم على الشكل التالي:
أولا:المعنى الأولي : «كم من العزاء»، كم: تفيد كمية من شيء معين (شيء كثير)، والعزاء: يفيد الحزن والأسى لشيء غالي وعزيز.
ثانيا: المعنى الأساسي: هو إذا لم يمتلك الشخص كم من العزاء فإنه لن يقدر أن يدافع عن أهدافه أو يكشف الحقائق وطبعا هذا كما قاله (آيان فليمنج)لأن العنوان من أفكاره، بوند في آخر مهماته في كازينو رويال، انتحرت حبيبته وتعرض للخيانة، فبوند في الفلم الجديد مقهور ويريد أن يكشف الحقائق والملآبسات التي حدثت، ومن هنا فإن إرداة بوند القوية وحجم الحقد الذي يحمله بمعنى (كم) والكم هو شي يدل على الكثرة أو الزيادة، سوف يلاحق المجرمين، وإرداته هذه آتية من (العزاء)والعزاء دليل على الألم والحسرة على فقدان الشخص العزيز.

## القصة
الفيلم حول العميل جيمس بوند"، الذي يحاول منع زعيم منظمة إجرامية غامضة يدعى "دومينيك جرين" من السيطرة على منطقة في بوليفيا التي تعتبر من أهم موارد المياه الطبيعية في العالم.وأثناء مطاردة بوند تبدأ الأحداث تكشف له علاقة جرين بقتل "فيسبر" الفتاة التي أحبها بوند في كازينو رويال، فيسعى للانتقام، ليبدأ بعدها بذلك مواجهات عنيفة مع عملاء وكالات المخابرات الأمريكية والبريطانية.

## طاقم التمثيل
- دانيال كريج بدور (جيمس بوند): العائد للانتقام، بوند فيزيائياً أقوى مما كان في كازينو رويال، ولكنه يخطأ ولا يصيب دائما بسبب رغبته في الانتقام التي تعمى بصيرته وتسبب له بعض المشاكل مع رئيسته في كثير من الأحيان.
- ماتيو أمالريك بدور (دومينيك غرين): العدو الرئيسي، وهو عضو بارز في منظمة إجرامية ذكرت بعض من ملامحها في كازينو رويال.
- أولجا كوريلنكو بدور (كميل مونتيس): هي عميلة بوليفية هدفها الانتقام من غرين وميدرانو الذي قتل عائلتها.
- جودي دينش بدور (M): رئيسة بوند، ورئيسة MI6.
- جيفري رايت بدور (فيلكس ليتر): صديق بوند من المخابرات الأمريكية CIA.
- جيانكارلو جيانيني بدور (رينيه ماثيس): عميل مزدوج فرنسي يساعد بوند للتعرف على لوشيفر وهو يعمل أيضا لدى لوشيفر والمستر وايت.
- جيما آرتيرتون بدور العميلة ستروبيري فيلدز.

## الأحداث
- في إيطاليا: تبدأ أحداث الفيلم بمطاردة بالسيارات وإمساك رئيس عصابة وعند التحقيق معه بقول كلمة... لدينا أشخاص في كل مكان.. بعدها يطلق الحارس الشخصي ل إم النار عليهم ويطارده جيمس ويقضي عليه.
- في لندن...

## روابط خارجية
- مقالات تستعمل روابط فنية بلا صلة مع ويكي بيانات